# Битка при Витщок
Битката при Витщок (Wittstock) се състои на 4 октомври 1636 г., по време на Тридесетгодишната война. Това е първата голяма победа на шведите след подновяването на войната (виж Френско-шведски период), но тя остава безплодна. Противопоставят се сравнително силни армии. Шведите (22 000) са начело с Йохан Банер, подпомаган от талантливия командир на артилерията Ленарт Торстенсон, докато имперската армия (близо 30 000 войници) има за главнокомандващи Мелхиор фон Хатцфелд и саксонския курфюрст Йохан Георг І, съюзник на императора.

## Ситуацията към 1636 г.
През 1635 г. император Фердинанд ІІ най-после разбира, че конфронтацията с протестантите в Свещената Римска империя повече вреди, отколкото носи полза. Ето защо той сключва с тях мирен договор в Прага. Швеция и Франция обаче искат да сломят Хабсбургите и мирната инициатива на императора не им се нрави. Ето защо те подновяват военните действия. Шведите, победени през 1634 г. при Ньордлинген, сега изглеждат съживени. Освен че от Полша идва Тостренсон, в техните редици участва голямо количество англичани и шотландци, командвани от Джеймз Кинг и Александър Лесли. През лятото на 1636 г. протестантската армия е събрана в Мекленбург и тръгва на юг. На територията на Бранденбург тя е пресрещната от имперските сили.

## Ход на битката
Витщок е градче на 100 км северно от Берлин, на брега на река Досе в басейна на Елба. Там имперската армия заема силни позиции в хълмист район, а пред нея се простира гориста линия, която, според Хатцфелд, трябва да попречи на шведската атака. Банер възнамерява да приложи тактиката на своя учител – крал Густав ІІ Адолф – от битката при Лютцен, а именно да изпрати кавалерията да заобиколи строя на противника. С тази задача се заемат британците. Виждайки отслабването на шведския център, имперците тръгват напред, но за пореден път по-силната и маневрена шведска артилерия си казва думата. Шейсетте оръдия на Торстенсон покосяват австро-саксонските редици с убийствена точност. Атаката не постига нищо, а за сметка на това Кинг и Лесли затварят кръга около тях.
Поражението на Хатцфелд се дължи на куп погрешни преценки, особено решението му да допусне обкръжение с надеждата да пробие фронтално напред. Получава се битка, която напомня на поражението на римляните при Кана (216 г. пр. н. е.). Това обстоятелство отдавна е забелязано от историците, потвърдено и от мащабите на германския разгром.

## Значение
Армията на империята дава колосални жертви – 11 000 убити и 8 000 пленени, което означава, че се измъква само една трета от първоначалния брой. Шведските загуби също са чувствителни, но все пак далеч по-малки – около 5000.
Генерал Банер получава контрол върху цяла североизточна Германия, както и възможност да привлече местните принцове на своя страна. Бранденбург е окупиран, Саксония е атакувана, но Лайпциг удържа на обсадата и шведите се принуждават да се върнат на север.
През 1637 г. всичките им преимущества от блестящата победа са проиграни поради масово дезертьорство и болести. Те едва се задържат на германска земя в няколко балтийски пристанища и чак през 1638 г. намират начин да подемат ново настъпление.